# أناليزا كوكران
أناليزا كوكران (بالإنجليزية: Annalisa Cochrane)‏، ولدت في 21 يونيو 1996 في غيغ هاربور، واشنطن، هي ممثلة تلفزيونية وسينمائية أمريكية. ظهرت لأول مرة على الشاشة في الفيلم التلفزيوني العروس التي اشتراها عبر الإنترنت (2015). اشتهرت بدورها المتكرر ياسمين في مسلسل نتفليكس كوبرا كاي (2018-الآن) ودورها الرئيسي كآدي برنتيس في سلسلة الطاووس التي نالت استحسان النقاد واحد منا يكذب (2021-2022).

## روابط خارجية
- أناليزا كوكران على موقع IMDb (الإنجليزية)
- أناليزا كوكران على موقع روتن توميتوز (الإنجليزية)
- أناليزا كوكران على موقع ألو سيني (الفرنسية)
- أناليزا كوكران على موقع قاعدة بيانات الفيلم (الإنجليزية)
- أناليزا كوكران على موقع كينوبويسك (الروسية)